# Saint-Georges-de-Commiers
Saint-Georges-de-Commiers är en kommun i departementet Isère i regionen Auvergne-Rhône-Alpes i sydöstra Frankrike. Kommunen ligger i kantonen Vizille som tillhör arrondissementet Grenoble. År 2022 hade Saint-Georges-de-Commiers 2 691 invånare.

## Befolkningsutveckling
Antalet invånare i kommunen Saint-Georges-de-Commiers
Referens:INSEE